# Mezquita de Veli-Pachá
La mezquita de Veli-Pachá (en griego: Τζαμί του Βελή Πασά/Tzamí tou Velí Passá) es un edificio otomano en la ciudad griega de Ioánina, en el Epiro. La mezquita fue renovada a finales del siglo XIX por Veli Pachá  y formó un complejo que incluía, entre otras cosas, una madrasa y cocinas.

## Historia
Una primera pequeña mezquita para la oración diaria (masjid) se erigió en el emplazamiento de una iglesia bizantina dedicada a San Esteban, al suroeste de la colina Litharítsia, a unos 500 m de la fortaleza de Ioánina. La fecha de construcción de este primer edificio es incierta, y los estudiosos sugieren que fue a principios  (poco después de 1617)) o a finales del siglo XVII. Según documentos de 1670, la mezquita recibió el nombre de su fundador, Bali Ketchonta. Más tarde se llamó «mezquita de Tsiekour», en referencia al barrio que la rodea.
Alí Pachá de Yánina gobernador de la región de Epiro para el Imperio otomano, construyó edificios de serrallo en la zona de la mezquita para sus dos primeros hijos, Mushtar y Veli. Este último, que fue, entre otras cosas, beylerbey de Rumelia  y gobernador de Morea, fundó una institución religiosa en esta zona en un waqf fechado en 1804. Como gran terrateniente, construyó una nueva mezquita, una madrasa, cocinas y edificios anexos que incluían una biblioteca y un caravasar.
Tras la salida del poder otomano en 1913, la mezquita se convirtió en un cuartel y su minarete fue destruido hacia 1930, antes de ser incautado por el Ministerio de Cultura y Deportes. El edificio fue devuelto al Ayuntamiento de Ioánina y restaurado en los años 1970 y 1990 por el 8.º Eforato de Antigüedades Bizantinas.

## Arquitectura

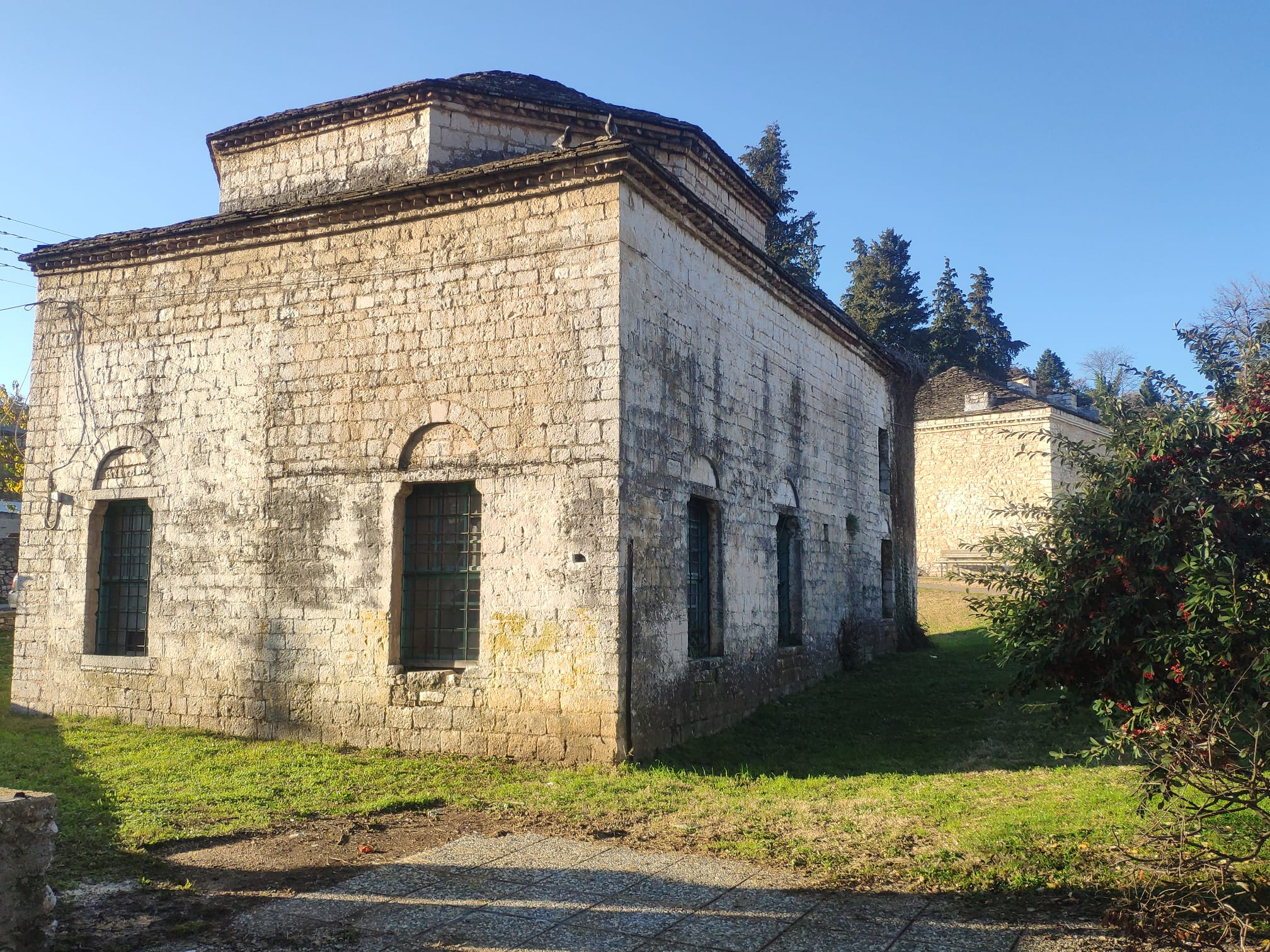
Vista de la mezquita (sala de oración) desde el sureste. La madrasa está en el fondo.

La mezquita tiene una sala de oración de 6 m x 6,5 m,4 , coronada por una cúpula cuyo tambor octogonal descansa sobre cuatro trompas. Al norte hay un pórtico, originalmente abierto y coronado por tres pequeñas cúpulas, que probablemente fue tapiado tras la construcción del edificio. El alminar, del que hoy solo queda la base, está situado en la fachada occidental, entre el pórtico y la sala de oración. La mampostería se caracteriza por una unidad de sillar pseudo-isódomo, mientras que la cúpula principal y el techo del poórtico están cubiertos de pizarra.
En el interior se conservan elementos de un rico mihrab de mármol.
El edificio de la cocina y la madrasa permanecen hoy en día al norte de la mezquita. La antigua escuela coránica alberga el Museo de la Defensa Nacional de Ioánina.